# Kona Sud
Kona Sud, en anglais South Kona, est un district du comté d'Hawaï, sur l'île du même nom, aux États-Unis. Il couvre le bas du flanc ouest du Mauna Loa, l'un des cinq grands volcans de l'île.